# Haliclona columbae
Haliclona columbae är en svampdjursart som först beskrevs av Walker 1808.  Haliclona columbae ingår i släktet Haliclona och familjen Chalinidae. Inga underarter finns listade i Catalogue of Life.